# 広安 (葛栄)
広安（こうあん）は、北魏で農民反乱の指導者葛栄が建てた私年号。526年 - 528年。永安とも綴る。

## 西暦との対照表
| 広安 | 元年  | 2年   | 3年   |
| 西暦 | 526年 | 527年 | 528年 |
| 干支 | 丙午  | 丁未  | 戊申  |